# Мур, Клео
Клео́на (Кле́о) Мур (англ. Cleouna «Cleo» Moore; 31 октября 1924, Батон-Руж, Луизиана, США — 28 октября 1973, Инглвуд, Калифорния, США) — американская актриса.

## Биография
Клеона Мур родилась 31 октября 1924 года в Батон-Руже (штат Луизиана, США).
В 1944 году в течение 6-ти недель Клео была замужем за Пальмером Лонгом. С 1961 года и до своей смерти в 1973 году Мур была замужем за бизнесменом Гербертом Хефтлером, от которого в 1963 году родила своего единственного ребёнка — дочь.
В период с 1948 по 1957 года Клео снялась в 25 фильмах и сериалах. В конце 1950-х годов после окончания своей кинокарьеры Мур стала успешной бизнесвумен, работала агентом по недвижимости.
Скончалась от сердечного приступа во сне у себя дома в Инглвуде (штат Калифорния) 25 октября 1973 года, за 6 дней до своего 49-летия. Похоронена на кладбище Инглвуд-Парк.

## Фильмография
- 1948 — Соблазнительная ты / Embraceable You — Сильвия (в титрах не указана)
- 1948 — Конго-Билл / Congo Bill — Ларин / Рут Калвер
- 1948 — Заминированный проход / Dynamite Pass — Лулу
- 1950 — Патруль в Рио-Гранде / Rio Grande Patrol — Пеппи
- 1950 — Выследить человека / Hunt the Man Down — Пэт Шелдон
- 1950 — Игровой дом / Gambling House — Сэлли
- 1950 — 711 Оушен Драйв / 711 Ocean Drive — девушка Мэла (в титрах не указана)
- 1951 — На опасной земле / On Dangerous Ground — Мирна Бауэрс
- 1952 — Темп, который захватывает / The Pace That Thrills — Руби
- 1954 — Телевизионный театр «Форда» (сериал) / The Ford Television Theatre — Лана
- 1952 — Странное увлечение / Strange Fascination — Марго
- 1953 — Признание одной девушки / One Girl’s Confession — Мэри Адамс
- 1953 — Жена твоего соседа / Thy Neighbor’s Wife — Лита Войнар
- 1954 — Наживка / Bait — Пегги
- 1954 — Другая женщина / The Other Woman — Шерри Стюард
- 1955 — Женская тюрьма / Women’s Prison — Мэй
- 1955 — Задержите завтрашний день / Hold Back Tomorrow — Дора
- 1956 — Передержка / Over-Exposed — Лайла Крейн
- 1957 — Наезд / Hit and Run — Джули Хилмер